# Mereni (rejon Anenii Noi)
Mereni – wieś w Mołdawii, w rejonie Anenii Noi.

## Położenie i opis
Wieś leży w rejonie Anenii Noi, w odległości ok. 20 km od Kiszyniowa i tyleż od stolicy rejonu, miasta Anenii Noi.
Pierwsza wzmianka o miejscowości pochodzi z 1475 r. We wsi znajduje się prawosławna cerkiew Świętych Archaniołów Gabriela i Michała.

## Demografia
W 2004 r. we wsi żyły 6174 osoby, z czego 5805 zadeklarowało narodowość mołdawską. 288 osób wskazało tożsamość rumuńską, 31 – ukraińską, 26 – rosyjską, 12 – bułgarską. Pojedyncze osoby wskazały narodowość gagauską, romską lub inną bądź nie wybrały żadnej.